# 阿保雅行
阿保 雅行（あぼ まさゆき、1948年10月 - ）は、日本の体育学者。東京外国語大学名誉教授。専門は、スポーツ経営学、スポーツ政策論。

## 学歴
- 1971年3月 東京教育大学体育学部卒業
- 1975年3月 東京教育大学大学院体育学研究科修士課程修了

## 職歴
- 1971年4月 神奈川県立湘南高等学校 教諭
- 1975年4月 東京外国語大学外国語学部 助手
- 1979年4月 同 講師
- 1983年4月 同 助教授
- 1993年4月 同 教授
- 2009年4月 東京外国語大学総合国際学研究院（言語文化研究部門・文化研究系）教授（大学院重点化による所属変更）
- 2013年　　東京外国語大学定年退職、同名誉教授

## 研究業績
- 岡野進・伊藤宏・阿保雅行（2009）全国小学生クロスカントリーリレー研修大会の競技運営に関する小学生競技者の満足度調査―2008年の大会を中心に―. 陸上競技研究紀要第５巻：26-31．
- 阿保雅行(共同)（2009）陸上競技、スポーツルール2009. （株）学習研究社、1-22.
- 阿保雅行（2008）本学におけるスポーツ・身体運動基礎科目の満足度と改善度について：　2008年度1学期のアンケート調査を中心に. 東京外国語大学　論集第77号、317-331．

| スタブアイコン | サブスタブ | この項目は、まだ閲覧者の調べものの参照としては役立たない、スポーツ関係者に関連した書きかけの項目です。この項目を加筆・訂正などしてくださる協力者を求めています（P:スポーツ/PJ:スポーツ人物伝）。 |